# Spuren von Rot
Spuren von Rot ist ein US-amerikanischer Thriller aus dem Jahr 1992.

## Handlung
Der Erzähler Jack Dobson wird am Anfang als Toter gezeigt; er wurde erschossen. In einer Rückblende sieht man ihn als Polizisten in Palm Beach; sein Partner ist der verheiratete Steve Frayn. Sein Bruder Michael kandidiert für einen Senatorenposten.
Jack hat eine Beziehung mit der reichen Ellen Schofield wie auch eine weitere Affäre mit einer Kellnerin, die tot aufgefunden wird. Auch eine andere Frau, mit der er ein Verhältnis hatte, wird ermordet. Beide Frauen weisen Spuren der bestimmten Sorte des Lippenstifts auf. Jack bekommt einen auf einem PC-Drucker ausgedruckten Drohbrief. Er überprüft die PC-Anlage von Ellen, die als Täterin verdächtigt wird und nimmt eine Schriftprobe des Druckers.
Jack erzählt Steve, dass er als Kind von seiner Lehrerin missbraucht wurde. Sein Chef zwingt ihn, sich einer psychiatrischen Behandlung zu unterziehen. Frayn übernimmt die Hauptlast der Ermittlungen und verdächtigt seinen Partner. Dobson sucht den Täter unter seinen nächsten Angehörigen.

## Kritiken
Roger Ebert schrieb in der „Chicago Sun-Times“, der Thriller ergebe keinen Sinn. Der Zuschauer verstehe zwar, was passiere, aber bleibe am Ende verwirrt. Die Charaktere seien im Hollywood-Stil unecht.

## Auszeichnungen
Lorraine Bracco wurde im Jahr 1993 für die Goldene Himbeere nominiert.